# 俊國建設
俊國建設股份有限公司為臺灣中部地區大型建設公司，主要興建於台中市。

## 歷史
俊國建設董事長陳一平對於棒球有高度興趣，曾於中華職棒創立俊國熊隊，對於提升臺灣棒球運動的推展有相當貢獻。台中市西屯區俊國建設所建的房子附近，曾建有棒球練習場。
1989年3月20日，臺灣省立體育專科學校與俊國建設建教合作，成立俊國青棒隊、俊國成棒隊。
1993年俊國建設棒球隊與時報鷹一起加入中華職棒後改名為俊國熊隊。
1995年11月4日晚間，俊國建設與興農公司簽下《股權部分轉讓書》，興農公司以新台幣兩億九千萬元購得俊國熊隊51%股權，「俊國熊」改名為「興農熊」，陳一平的頭銜變成了「興農熊創辦人」。
1996年7月，興農公司買下興農熊隊全部股權，興農熊隊改名為「興農牛」。

## 外部連結
- 俊國建設在台灣棒球維基館上的頁面（繁體中文）